# 冥のほとり 〜天機異聞〜
『冥のほとり 〜天機異聞〜』（よるのほとり てんきいぶん）は『月刊ウィングス』で連載されていた高橋冴未による少女漫画作品。全9巻。

## あらすじ
窓から転落したことがきっかけで、神が人間世界を管理する参界と呼ばれる世界に飛ばされた和希。そこで、仕事で海外出張しているはずの父と再会する。実は和希の父は人間ではなく、転輪王といい、参界の王であった。そして和希もまた人間ではなく、禁断の宝珠の玉（ぎょく）であることが判明する……。

## 用語解説
参界（さんかい）
神が、人間と人間世界を管理するために創った世界。天帝を頂点に、転輪王・閻羅王・六珠、その他多くの役人で成る。
四洲（ししゅう）
参界からみた、人間世界の呼び名。
玉（ぎょく）
手にした者なら誰でも望みがかなうという、禁断の宝珠。普段は天帝が管理している。地・水・火・風・空・識をもって六大とし、陰・陽・風・雨・晦・明をもって六気とし、それらを生み出す万物の源のこと。
真名（まな）
その物の本質のこと。また、その人が持っている真の名前。
稟宝（りんぽう）
真名を唱えることで行使できる力のこと。
更新（こうしん）
何百年かに一度行われる肉体と精神の‘メンテナンス’。その際、必要ない記憶は消される。
六珠（ろくじゅ）
転輪王・閻羅王を支える六人の男女。転輪王の補佐は琥珀を筆頭に珪華・真珠、閻羅王の輔佐は環音を筆頭に鎮玖・泉理がいる。
天乱（てんらん）
昔、玉を手にしようとした者が起こした乱。現在、天乱を起こしたと思われる人物は「天門」と呼ばれるところに封じられている。

## 登場人物
和希（かずき）
本編の主人公。窓から落ちたことがきっかけで参界に飛ばされる。人間ではなく参界の禁断宝珠‘玉’であり、玉の中でも最強の瑠璃。登場時は参界の事や自分の事などは知らなかったが、物語が進むにつれて自分の立場を認識する。転輪王を主とする。
琳花（りんか）
和希の中に住む‘玉’本来の意識。また、和希の真名。更新前の転輪王を慕い、主としていた。現在和希とは別固体の玉となる。
リン
和希と離れた琳花が、新たに主になった閻羅王にもらった名前。真名は和琳（かずりん）。リンはこの真名が非常に気に入らない。閻羅王とリンが本来の主と玉という関係に結ばれた時に漢字が決まるらしい。色は瑠璃。
転輪王（てんりんおう）
六大を司る参界の王。更新前は四洲で和希の父親となっていたが、更新後は別固体となりその記憶を忘れ、和希の主として存在。
閻羅王（えんらおう）
六気を司る参界の王。姿や性格が、作者の前作きらきら馨るの中務卿宮とかぶると言われている。和希のぼーっとしたところは転輪王に、翡翠のわがままで傲慢なところは天帝にそっくりと言った人物。リンの主。
琥珀（こはく）
転輪王の輔佐を務める六珠。長い三つ編みを垂らした男の子。和希が窓から落ちて参界にくるきっかけを作った張本人。面倒見がよく、何かと和希を気にかけている。前世は和希が育った寺のおばあさんの兄（若くして亡くなった）。天乱のきっかけを作った伯天王の生まれ変わり。
翡翠（ひすい）
和希と同じ‘玉’で、瑠璃と並ぶ最強の翡翠。わがままで傲慢な性格だが、和希（琳花）を同じ仲間として気にかけている。主は天帝。金髪に翡翠色の目をした美少年。
環音（あまね）
閻羅王を補佐する六珠。見かけは幼い女の子だが、六珠一の年寄りらしい。
珪華（けいか）
転輪王を補佐する六珠。和希が親友のまりちゃんみたいとぼやいたことからも、姉御肌の女の子。和希の四洲にいたころの制服を着て女子高生気分を味わって楽しんでいた。ちなみに第一部には名前が登場しない。
真珠（しんじゅ）
転輪王を補佐する六珠。珪華に誘われて、和希の制服で女子高生気分を満喫して楽しんでいた。珪華と同じく、第一部には名前が登場しない。
鎮玖（しずく）
閻羅王を補佐する六珠。姿は泉理と同じ位の年齢に見える青年。第一部には名前が登場しない。
泉理（せんり）
閻羅王を補佐する六珠。六珠の中で一番穏やかな気質の持ち主の青年。和希の扱いの困っていた他の六珠に対して、きちんと挨拶ができるなら可愛い妹認定、できなければ駄目新人にしようといった張本人。第一部には名前は登場しない。その正体は、蒼天王の玉である華琰。色は赤。
蒼天王（そうてんおう）
天乱を起こした張本人。華琰の主。
華琰（かえん）
蒼天王の玉。色は赤。六珠の泉理として仮の姿を持ち、蒼天王が復活するまでずっと潜んでいた。